# Les Borges Blanques
Les Borges Blanques (hiszp. Borjas Blancas) – miasto w Hiszpanii w północnej Katalonii w comarce Las Garrigas, będące zarazem jej siedzibą. Gospodarka miasteczka opiera się na uprawie oliwek i zbóż a także drzew owocowych. Rozwinięty przemysł spożywczy i usługi.